# Phoenicolacerta
Phoenicolacerta (Phoenico von Phönizier + lacerta) ist eine Gattung aus der Familie der Echten Eidechsen (Lacertidae). Sie kommt im südöstlichen Anatolien, im nordwestlichen Syrien, im Libanon, in Israel, im westlichen und südwestlichen Jordanien und auf Zypern vor.

## Merkmale
Phoenicolacerta sind kleine bis mittelgroße Eidechsen mit einer maximalen Kopf-Rumpf-Länge von 9 cm. Männchen werden länger als die Weibchen. Kopf und Rumpf sind nicht oder nur wenig abgeflacht. Der Rücken ist einfarbig braun oder dunkel gesprenkelt, wobei die Flecken manchmal auf ein breites Band entlang der Rückenmitte beschränkt sind. Die Flanken sind oft dunkel und manchmal hell gefleckt. Die Bauchseite ist weiß, grün, grünblau oder rot und oft dunkel oder blau gefleckt. In der Schulterregion befinden sich keine blauen Occelli. Der Schwanz ist bei Jungtieren nicht hell gefärbt. Die Rückenschuppen sind klein, aber deutlich gekielt, besonders bei Männchen. Die Bauchbeschuppung besteht aus sechs oder acht Längsreihen. Die von einer halbmondförmigen Schuppe oder mehreren kleinen Schuppen umgebene Präanalschuppe ist relativ groß. Das Halsband, das die Kehle von den Brustschuppen trennt, ist mehr oder weniger glatt. Vor der Suboculare befinden sich fünf Oberlippenschilde. Der Rostralschild ist von den Nasenschilden getrennt. Unter den Füßen sind die Schuppen glatt oder mit Tuberkeln besetzt. Die Schwanzschuppen sind mehr oder weniger ungleich groß. Ausgewachsene Exemplare haben sieben bis elf Zähne auf der Prämaxillare. Gaumenzähne sind manchmal vorhanden. Der Karyotyp der Gattung Phoenicolacerta besteht aus einem Chromosomensatz von 2n=38 Chromosomen.

## Lebensweise
Phoenicolacerta leben ähnlich wie Mauereidechsen kletternd auf Felsen und Mauern, manchmal auch auf Bäumen. Während der Paarung beißen die Männchen die Weibchen in die Körperseiten. Das Gelege besteht aus zwei bis sechs Eiern.

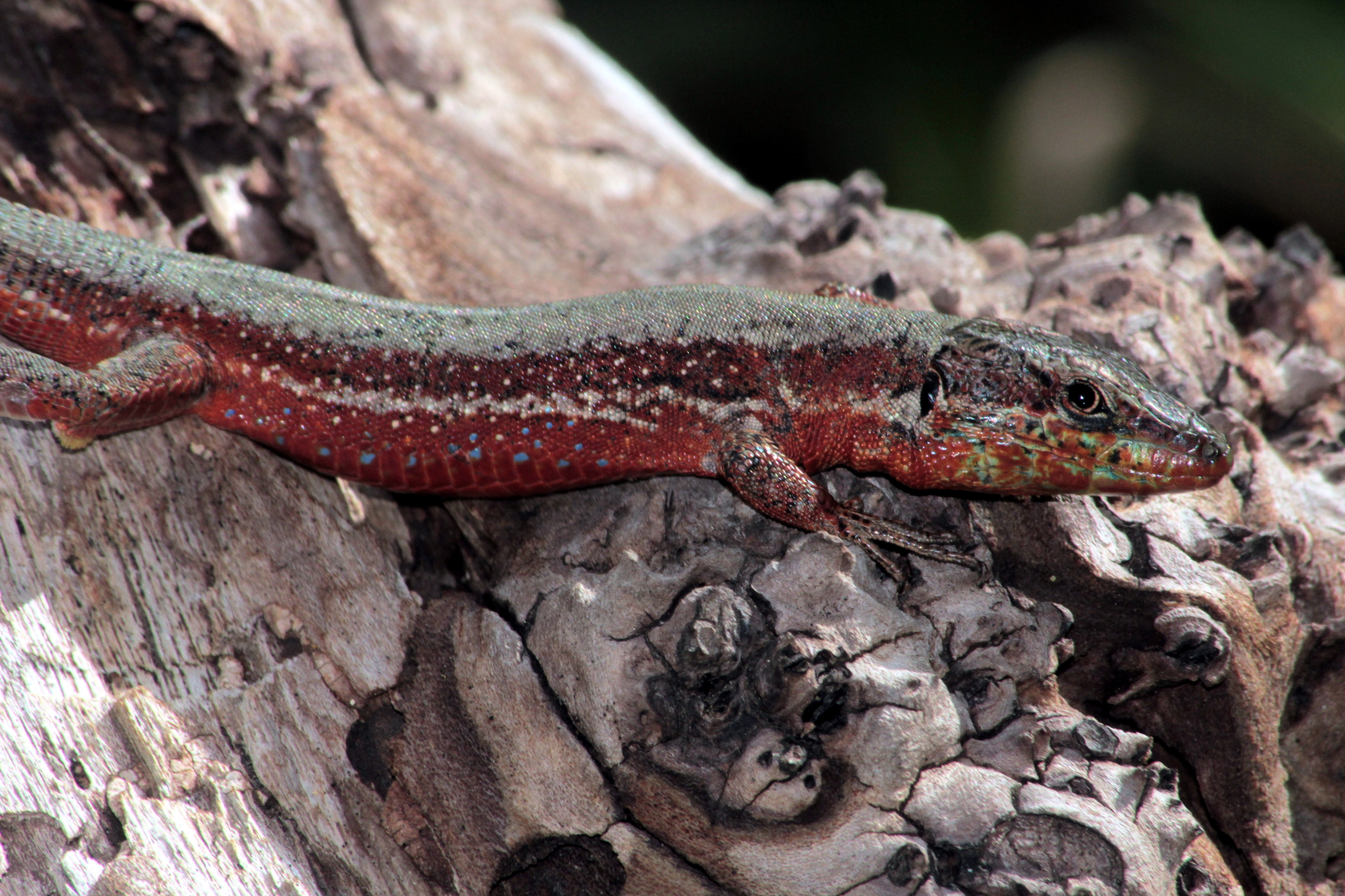
Phoenicolacerta troodica

## Arten
Es gibt vier Arten:
- Phoenicolacerta cyanisparsa (Schmidtler & Bischoff, 1999)
- Phoenicolacerta kulzeri (Müller & Wettstein, 1932)
- Phoenicolacerta laevis (Gray, 1838)
- Phoenicolacerta troodica (Werner, 1936)

## Belege
1. 1 2 3  
E. Nicholas Arnold, Oscar Arribas, Salvador Carranza (2007). Systematics of the Palaearctic and Oriental lizard tribe Lacertini (Squamata: Lacertidae: Lacertinae), with descriptions of eight new genera. Zootaxa. 1430: 1–86. doi:10.11646/zootaxa.1430.1.1, S. 51–52.
2. ↑  Phoenicolacerta In: The Reptile Database